# Carl Thomas Mozart
Carl Thomas Mozart, född 21 september 1784 i Wien, död 31 oktober 1858 i Milano, var son till Wolfgang Amadeus Mozart och Constanze Mozart.